# Menophra trilineata
Menophra trilineata là một loài bướm đêm trong họ Geometridae.